# Simple Instant Messenger
Simple Instant Messenger (SIM) — многопротокольный клиент обмена сообщениями с открытым исходным кодом, работающий на платформах, поддерживаемых используемой им библиотекой Qt, например, под Microsoft Windows, Linux, FreeBSD, Mac OS X и OS/2.

## Авторство
Основатель проекта SIM-IM Владимир Шутов покинул разработку проекта. Через некоторое время она была продолжена новой командой энтузиастов. Однако в настоящее время разработка идёт очень медленно: последняя стабильная версия вышла в 2007 году, девелоперская — в 2008.
C 2008 года основная библиотека QT3 не поддерживается. На текущий момент не доступна во всех дистрибутивах операционных систем. На QT4 проект не переведен и не может быть установлен на современные рабочие станции.
Никаких изменений в GIT проекта не вносилось с 22 декабря 2013 года. Таким образом, в настоящее время (по состоянию на 11 августа 2013 г.) у проекта нет активных разработчиков.

## Поддерживаемые протоколы
SIM поддерживает следующие протоколы:
- OSCAR (для поддержки ICQ и AIM)
- Jabber
- LiveJournal
- MSN
- Yahoo!

## Модульность
Возможности SIM может быть расширены посредством включения и настройки встроенных модулей, среди которых — шифрование GnuPG, прокси, фильтр сообщений, звук, проверка орфографии и т. п.